# Alphonse Dommergue
Alphonse Dommergue (* 1. November 1873 in Clavières, Département Cantal; † 25. Juni 1954 in Saint-Flour) war ein französischer Politiker. Von 1951 bis 1954 war er Abgeordneter der Nationalversammlung.

## Leben und Werdegang
Dommergue wuchs in der Nähe von Saint-Flour aus und erwarb dort seinen Schulabschluss, bevor es ihm zum Studium nach Clermont-Ferrand zog. 1903 erhielt er eine Zulassung als Notar und führte diesen Beruf anschließend langjährig aus. Beim Beginn des Ersten Weltkriegs im Jahr 1914 wurde er ins Militär einberufen, stieg im Kriegsverlauf in den Rang eines Hauptmanns auf und wurde für seine Verdienste in die Ehrenlegion aufgenommen. Nach dem Krieg bemühte er sich um den Einstieg in die Politik und trat 1919 sowie 1922 bei den Wahlen zum Generalrat an, blieb aber erfolglos.
Die erste politische Funktion wurde Dommergue am 1. September 1944 übertragen, als er nach dem Ende der deutschen Besatzung Frankreichs während des Zweiten Weltkriegs in den provisorischen Gemeinderat von Saint-Flour berufen wurde. 1945 wurde er bei offiziellen Wahlen als Mitglied des Gemeinderats bestätigt und darüber hinaus zum Bürgermeister der Stadt gewählt, was er bis 1953 blieb. Ebenfalls 1945 gelang ihm zudem der Einzug in den Generalrat des Départements Cantal, an dem er mehr als 20 Jahre zuvor noch gescheitert war. Bei den Parlamentswahlen 1951 kandidierte er auf der Liste des gemäßigt rechten Centre républicain d’action paysanne et sociale und schaffte als Listenzweiter den Einzug in die Nationalversammlung, da seine Liste mit 31,7 Prozent der Stimmen drei Sitze im Département Cantal gewinnen konnte. Der damals 77-Jährige war damit der fünftälteste Parlamentarier dieser Legislaturperiode. In der Nationalversammlung gehörte er der Kommission für innere Angelegenheiten an und wurde 1953 dazu in die Kommission für Kommunikationsmittel und Tourismus aufgenommen. Er zählte am 13. Dezember 1951 zu der Mehrheit an Abgeordneten, die für die Einführung der Europäischen Gemeinschaft für Kohle und Stahl stimmten. Zuletzt konnte er aus gesundheitlichen Gründen seiner Arbeit nicht mehr nachkommen und starb 1954 im Alter von 80 Jahren noch vor dem Ablauf seines Abgeordnetenmandats.